# Телескопический признак
Телескопический признак, или признак сгущения Коши, — признак сходимости числовых рядов с положительными членами, установленный Огюстеном Коши в 1821 году.

## Формулировка
Пусть для членов {\displaystyle f(n)} ряда выполняется:
1. последовательность {\displaystyle \{f(n)\}} монотонно убывает
2. {\displaystyle f(n)\geqslant 0\quad \forall n\in \mathbb {N} } — члены неотрицательны

Тогда ряд {\displaystyle \sum _{n=1}^{\infty }f(n)} сходится или расходится одновременно с рядом {\displaystyle \sum _{n=0}^{\infty }2^{n}f(2^{n})}.

1. По условиям теоремы, последовательность членов {\displaystyle \{f(n)\}} является монотонно убывающей, т.е. любой член последовательности должен быть не меньше каждого последующего, а значит сумма {\displaystyle m} членов, начиная с {\displaystyle f(n)}, не превосходит {\displaystyle m\cdot f(n)}:
{\displaystyle \sum _{i=n}^{n+m-1}f(i)\leq m\cdot f(n)}
Сгруппируем члены ряда {\displaystyle \sum _{n=1}^{\infty }f(n)} и, используя это свойство убывающей последовательности, получим:
{\displaystyle {\begin{aligned}\sum _{n=1}^{\infty }f(n)&=f(1)+\underbrace {f(2)+f(3)} _{\leq f(2)+f(2)}+\underbrace {f(4)+f(5)+f(6)+f(7)} _{\leq f(4)+f(4)+f(4)+f(4)}+\cdots +\underbrace {f(2^{n})+f(2^{n}+1)+\cdots +f(2^{n+1}-1)} _{\leq f(2^{n})+f(2^{n})+\cdots +f(2^{n})}+\cdots \\&\leq f(1)+2f(2)+4f(4)+\cdots +2^{n}f(2^{n})+\cdots =\sum _{n=0}^{\infty }2^{n}f(2^{n}).\end{aligned}}}
То есть, если ряд {\displaystyle \sum _{n=0}^{\infty }2^{n}f(2^{n})} сходится, то согласно признаку сравнения ряд {\displaystyle \sum _{n=1}^{\infty }f(n)} тем более сходится.
2. Аналогично:
{\displaystyle {\begin{aligned}\sum _{n=0}^{\infty }2^{n}f(2^{n})&=\underbrace {f(1)+f(2)} _{\leq f(1)+f(1)}+\underbrace {f(2)+f(4)+f(4)+f(4)} _{\leq f(2)+f(2)+f(3)+f(3)}+\cdots +\underbrace {f(2^{n})+f(2^{n+1})+\cdots +f(2^{n+1})} _{\leq f(2^{n})+f(2^{n})+f(2^{n}+1)+f(2^{n}+1)+\cdots +f(2^{n+1}-1)}+\cdots \\&\leq f(1)+f(1)+f(2)+f(2)+f(3)+f(3)+\cdots +f(n)+f(n)+\cdots =2\sum _{n=1}^{\infty }f(n).\end{aligned}}}
То есть если ряд {\displaystyle \sum _{n=0}^{\infty }2^{n}f(2^{n})} расходится, то согласно признаку сравнения ряд {\displaystyle \sum _{n=1}^{\infty }f(n)} тем более расходится.
{\displaystyle \sum _{n=1}^{\infty }f(n)\leq \sum _{n=0}^{\infty }2^{n}f(2^{n})\leq 2\sum _{n=1}^{\infty }f(n).}
■

## Обобщения
В 1864 году Жозеф Бертран показал, что вместо ряда {\displaystyle \sum _{n=0}^{\infty }2^{n}f(2^{n})} в данной теореме можно использовать любой ряд вида:
{\displaystyle \sum _{n=0}^{\infty }m^{n}f(m^{n})}, где {\displaystyle m\in \mathbb {N} ,m\geq 2}
В 1902 году Эмиль Борель ещё более расширил данную теорему, использовав вместо ряда {\displaystyle \sum _{n=0}^{\infty }2^{n}f(2^{n})} ряд вида:
{\displaystyle \sum _{n=0}^{\infty }a^{n}f([a]^{n})}, где {\displaystyle a\in \mathbb {R} ,a>1}
Здесь {\displaystyle [a]} — целая часть числа {\displaystyle a}.

### Признак сгущения Шлёмильха
В 1873 году Оскар Шлёмильх доказал другое обобщение телескопического признака:

Пусть для членов {\displaystyle f(n)} ряда выполняется:
1. последовательность {\displaystyle \{f(n)\}} монотонно убывает
2. {\displaystyle f(n)\geqslant 0\quad \forall n\in \mathbb {N} } — члены неотрицательны

Тогда ряд {\displaystyle \sum _{n=1}^{\infty }f(n)} сходится или расходится одновременно с рядами {\displaystyle \sum _{n=1}^{\infty }(2n-1)\cdot f(n^{2})} и {\displaystyle \sum _{n=1}^{\infty }2n\cdot f(n^{2})}.

### Признак сгущения Кноппа
В своей книге 1922 года Конрад Кнопп сформулировал следующее обобщение телескопического признака, которое иногда приписывают Шлёмильху.

Пусть:
1. {\displaystyle \{f(n)\}} — монотонно убывающая последовательность (члены ряда)
2. {\displaystyle f(n)\geqslant 0\quad \forall n\in \mathbb {N} }  — последовательность неотрицательна
3. {\displaystyle \{u_{n}\}} — некоторая строго возрастающая последовательность
4. {\displaystyle u_{n}\in \mathbb {N} } (а значит, {\displaystyle u_{n}>0}) {\displaystyle \forall n}
5. последовательность {\displaystyle \{r_{n}\}=\left\{{\frac {u_{n+1}-u_{n}}{u_{n}-u_{n-1}}}\right\}} ограничена

Тогда ряд {\displaystyle \sum _{n=1}^{\infty }f(n)} сходится или расходится, одновременно с рядом {\displaystyle \sum _{n=1}^{\infty }(u_{n+1}-u_{n})f(u_{n})}.

Например, если рассматривать последовательность {\displaystyle u_{n}=c^{n}}, которая удовлетворяет требованиям теоремы при произвольном фиксированном {\displaystyle c\in \mathbb {N} \setminus \{1\}}, то согласно указанной теореме ряд {\displaystyle \sum _{n=1}^{\infty }f(n)} сходится или расходится одновременно с рядом {\displaystyle (c-1)\sum _{n=1}^{\infty }c^{n}f(c^{n})}, а так как умножение ряда на ненулевую константу не влияет на его сходимость, то исходный ряд {\displaystyle \sum _{n=1}^{\infty }f(n)} сходится или расходится одновременно с рядом {\displaystyle \sum _{n=1}^{\infty }c^{n}f(c^{n})} при любой выбранной константе {\displaystyle c\in \mathbb {N} ,\;c\neq 1}.